# Heriger von Lobbes

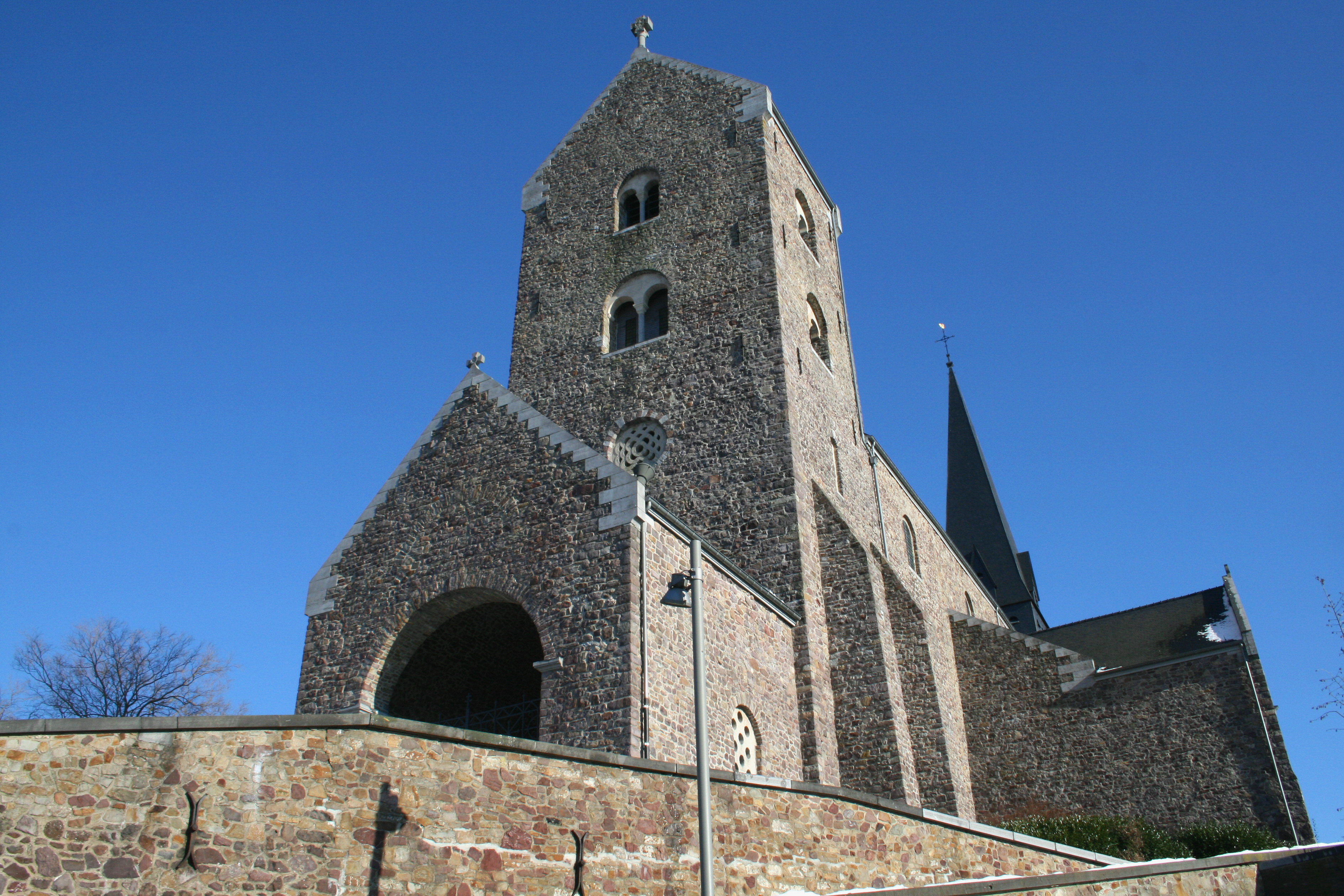
Benediktinerabtei in Lobbes im belgischen Hennegau

Heriger von Lobbes (auch Heriger von Laubach; * um 940 in Löwen der Grafschaft Flandern; † 31. Oktober 1007 in Lobbes (deutsch Laubach), Belgien) war Mönch, Geistlicher und Komponist und von 990 bis 1007 Abt der Abtei Lobbes im Hennegau.

## Leben
Heriger von Lobbes wurde Mönch und Scholaster (Leiter der Schule) in der Benediktinerabtei von Lüttich. 989 begleitete er Notker, den Bischof von Lüttich und Neffen Kaiser Ottos I., auf dessen Reise nach Rom. Am 21. Dezember 990 wurde er als Nachfolger von Folcuin zum Abt von Lobbes gewählt. Das Kloster und seine Schule blühten unter seiner Ägide weiter auf. Wazo, der zukünftige Bischof von Lüttich, und Albert von Gembloux waren unter seinen Schülern. Wahrscheinlich auch Burchard von Worms.

## Werke
Neben seiner Tätigkeit als Berater Notkers machte Heriger sich auch einen Namen als Verfasser biographischer und hagiographischer Schriften.
- Gesta episcorum Tungrensium, Trajectensium et Leodensium, vor 980.
- S. Landoaldi et sociorum translatio, Juni 980. Für die Mönche der Sankt-Bavo-Abtei in Ghent auf Anforderung Notkers.[5]
- Vita S. Ursmari. Die Biographie des heiligen Ursmar von Lobbes ist in Hexametern geschrieben und nur in Fragmenten überliefert.
- Vita S. Adelini
- Vita Remacli, Biographie des Heiligen Remaclius
- Epistola ad quemdam Hugonem monachum
- Dialogus de dissonantiis ecclesiae de adventu Christi, verschollen
- Gesta episcoporum leodiensium, Geschichte der Diözese Lüttich
- Regulæ de numerorum abaci rationibus, ein mathematisches Werk, das sich unter anderem mit einer Divisionsmethode befasst

Daneben wirkte er als Komponist und schuf einstimmige Gesänge, von denen ein Hymnus und zwei Antiphonen überliefert sind.
- Antiphonen auf den ApostelThomas
  - O Thoma didime
  - O Thoma Apostole
- Marienhymnus
  - Ave perquam